# Mimnermosz
Mimnermosz (ógörögül: Μίμνερμος), latinosan Mimnermus (működött Kr. e. 670–Kr. e. 600 körül) ókori görög elégiaköltő, a panaszdal első valódi képviselője.
A kis-ázsiai ión Szmürnából vagy Kolophónból származott. Költeményeiben a férfias bátorság, hősi elszántság korabeli eszményei helyett az érzelmesség, a szerelmi gyönyörök utáni szenvedélyes vágy visszhangzik a elégiáiban. A szerelmi elégiát, amely később az alexandriai kor kedvelt műfajává vált és a római elégia alaphangját adta meg, tulajdonképpen Mimnermosz alkotta meg. Propertius és Horatius már az ókorban rámutatott erre. 
Mimnermosz műveiben egy Nannó nevű fuvolásnőt emleget szerelme tárgyaként. Valószínű, hogy idősebb korában támadt szenvedélye, mert az ifjúság virágának korai hervadását siratja és az aggkor keserű voltát mutatja be. Nem lehet biztosan tudni, hogy szerelme költött alak-e vagy valóságos ember volt. Jellemző ugyanakkor, hogy a homéroszi költői nyelv legdallamosabb fordulatait találjuk meg Mimnermoszsnál. A 2-ik elegiában még a költői képet is átveszi Homérosztólː az emberi élet, mint a fa levele, hervadó. 
Feltételezhető, hogy Mimnermosz fiatalabb korában írhatott harcias elégiát is, mert a csekély számú Mimnermosz-töredék harcias hangúakat is tartalmaz. Sztrabón (14, 643) fuvolásként és elégia-költőként említi. Plutarkhosz (de mus. 8) egy kradiasz nevű nomosz-dalról ír, amelyet   Hipponax szerint Mimnermosz adta elő fuvolán. Ugyanis – Plutarkhosz szerint – kezdetben az elégiák költői egyben fuvolások is voltak. Úgy tűnik tehát, hogy az elégia dallamát is Mimnermosz alkotta volna meg.

## Magyar nyelvű fordítások
- idézetek INː Aigner Lajosː Az elegiáról, Pest, 1869
- idézetek INː Boros Gáborː A görög elegia az alexandriai korig, Egyetemes Philologiai Közlöny, 1883